# Miljøaffald
Miljøaffald er en sammentrækning af miljøfarligt affald og er et begreb der bruges i mange kommuner i landet.
Ordet dækker over produkter (og eventuelt emballage fra produkterne) der udgør en miljørisiko hvis det ikke specialbehandles på forsvarlig vis.
Produkterne er typisk giftige, kræftfremkaldende, allergifremkaldende, ætsende og/eller skadelige for åndedrættet. Desuden omfattes sprængfarlige emner og ting der påvirker miljøet negativt.
Alle elektriske apparater skaber fx en miljøfare når de smides i dagrenovationen –- de skal specialbehandles som elektronikaffald.
For visse produkter er der en minimumsgrænse for hvornår det betegnes som miljøfarligt.

## Afskaffelse af miljøaffald
Miljøaffald må ikke smides i almindelig dagrenovation men kan i stedet afleveres på genbrugspladser, hos forhandleren, hvor produktet oprindeligt blev købt, eller i nogle kommuner til en miljøbil.

## Eksempler på miljøfarlige produkter
Herunder opremses en række eksempler på miljøaffald. Denne liste omfatter langt fra alle produkter, og skal ikke bruges som grundlag for sorteringen i hjemmet eller på arbejdspladsen. Hvis man er i tvivl om hvorvidt et produkt er miljøfarligt, bør man altid kontakte kommunen for vejledning om korrekt bortskaffelse. Her kan i øvrigt også vejledes om korrekt bortskaffelse af ikke-miljøfarlige emner.
- Acetone (neglelakfjerner)
- Afkalknings- og afspændingsmidler
- Akkumulatorer (bilbatterier)
- Asbest-eternit (ældre tagplader og ældre kunstig skifer)
- Batikfarve
- Batterier (både almindelige og genopladelige, og alt affald der indeholder et batteri)
- Bly
- Bonevoks
- Brandslukkere
- Brintoverilte
- Denatureret sprit
- Eddikesyre
- Fremkaldervæske
- Fotopapir
- Fugemasse
- Gasbeholdere (også lightergas)
- Højfjeldssol med rør
- Hårfarve og blegemiddel til hår
- Inhalatorer
- Injektionsudstyr (kanyler og selve sprøjten samt evt. slanger)
- Kaustisk soda
- Lavenergipærer (sparepærer)
- Lim (alle slags, både stift og flaske)
- Linolie
- Loddetin
- Lysstofrør
- Låsespray
- Medicin
- Metalpudsemidler (Brasso m.fl.)
- Maling (også vandbaseret)
- Mikrofilm
- Myggebalsam
- Negativer fra kamerafilm
- Neglelak
- Polaroidkasetter
- Silikone
- Spraydåser
- Stoftrykfarver
- Sulfo
- Tapetklister
- Termometre (både kviksølv og elektriske)
- Terpentin
- Toiletrens
- Tushpenne

## Eksterne links
- Miljøbilen i Frederiksberg Kommune